# Communauté de communes du Pays de Honfleur-Beuzeville
La communauté de communes du Pays de Honfleur-Beuzeville (CCPHB) est une structure intercommunale française, située à cheval sur les départements du Calvados et de l'Eure en région Normandie.

## Historique
Elle est créée le 1er janvier 2017 par la fusion de la communauté de communes du pays de Honfleur (Calvados) avec la communauté de communes du canton de Beuzeville (Eure),.
Le 1er janvier 2018, Saint-Gatien-des-Bois rejoint la communauté de communes Cœur Côte Fleurie en raison de sa proximité avec le bassin de vie de Trouville-Deauville, en particulier du fait que l'aéroport Deauville-Normandie se situe sur son territoire. Cette disposition a été validée par la commission départementale de coopération intercommunale du 27 novembre 2017. 
À la même date, la commune de Vannecrocq rejoint la communauté de communes Lieuvin Pays d'Auge.
Le 1er janvier 2019, Fort-Moville, La Lande-Saint-Léger, Martainville et Le Torpt rejoignent également la communauté de communes Lieuvin Pays d'Auge.

## Territoire communautaire

### Géographie
Située dans le nord-est du département du Calvados, la communauté de communes du Pays de Honfleur-Beuzeville regroupe 23 communes et s'étend sur 194,2 km2.

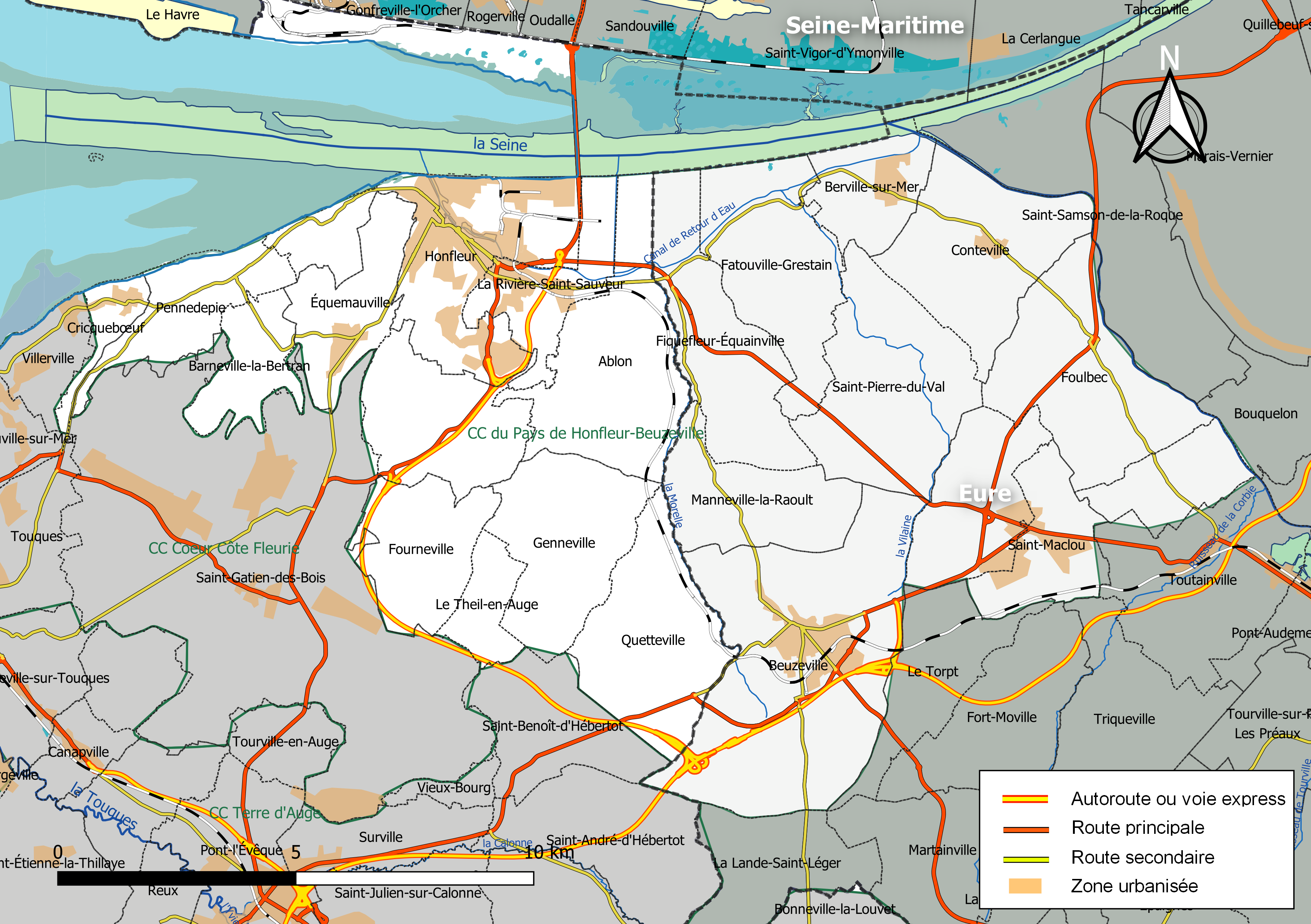
Carte de la communauté de communes du Pays de Honfleur-Beuzeville au 1er janvier 2019.

### Composition
La communauté de communes est composée des 23 communes suivantes :

| Nom                           | Code Insee | Gentilé          | Superficie (km2) | Population (dernière pop. légale) | Densité (hab./km2) |
| ----------------------------- | ---------- | ---------------- | ---------------- | --------------------------------- | ------------------ |
| Honfleur (siège)              | 14333      | Honfleurais      | 13,67            | 6 751 (2022)                      | 494                |
| Ablon                         | 14001      | Ablonnais        | 12               | 1 177 (2022)                      | 98                 |
| Barneville-la-Bertran         | 14041      | Barnevillais     | 4,18             | 121 (2022)                        | 29                 |
| Berville-sur-Mer              | 27064      | Bervillais       | 5,08             | 680 (2022)                        | 134                |
| Beuzeville                    | 27065      | Beuzevillais     | 23,25            | 4 697 (2022)                      | 202                |
| Boulleville                   | 27100      | Boullevillais    | 7,17             | 1 227 (2022)                      | 171                |
| Conteville                    | 27169      | Contevillais     | 10,68            | 1 032 (2022)                      | 97                 |
| Cricquebœuf                   | 14202      | Cricqueboeuviens | 1,85             | 266 (2022)                        | 144                |
| Équemauville                  | 14243      | Équemauvillais   | 5,98             | 1 557 (2022)                      | 260                |
| Fatouville-Grestain           | 27233      | Fatouvillais     | 10,26            | 710 (2022)                        | 69                 |
| Fiquefleur-Équainville        | 27243      | Équainvillais    | 9,8              | 743 (2022)                        | 76                 |
| Foulbec                       | 27260      | Foulbecais       | 11,86            | 649 (2022)                        | 55                 |
| Fourneville                   | 14286      | Fournevillais    | 6,86             | 478 (2022)                        | 70                 |
| Genneville                    | 14299      | Gennevillais     | 9,36             | 819 (2022)                        | 88                 |
| Gonneville-sur-Honfleur       | 14304      | Gonnevillais     | 8,5              | 855 (2022)                        | 101                |
| Manneville-la-Raoult          | 27384      | Mannevillais     | 7,37             | 482 (2022)                        | 65                 |
| Pennedepie                    | 14492      | Pennedepiais     | 5,68             | 317 (2022)                        | 56                 |
| Quetteville                   | 14528      | Quettevillais    | 10,32            | 398 (2022)                        | 39                 |
| La Rivière-Saint-Sauveur      | 14536      |                  | 5,39             | 2 535 (2022)                      | 470                |
| Saint-Maclou                  | 27561      | Malouins         | 5,56             | 667 (2022)                        | 120                |
| Saint-Pierre-du-Val           | 27597      | Saint-Pierrais   | 12,23            | 589 (2022)                        | 48                 |
| Saint-Sulpice-de-Grimbouville | 27604      | Grimbaldiens     | 4,32             | 156 (2022)                        | 36                 |
| Le Theil-en-Auge              | 14687      |                  | 2,78             | 197 (2022)                        | 71                 |

### Démographie
| 1968   | 1975   | 1982   | 1990   | 1999   | 2010   | 2015   | 2021   |
| ------ | ------ | ------ | ------ | ------ | ------ | ------ | ------ |
| 19 968 | 19 917 | 20 593 | 21 577 | 22 860 | 26 261 | 27 307 | 27 116 |

## Administration

### Siège
Le siège de la communauté de communes est situé à Honfleur.

### Conseil communautaire
La communauté de communes est administrée par le conseil de communauté, composé de 44 conseillers, élus pour six ans.
Les délégués sont répartis comme suit :
| Nombre de délégués | Communes                 |
| ------------------ | ------------------------ |
| 12                 | Honfleur                 |
| 7                  | Beuzeville               |
| 3                  | La Rivière-Saint-Sauveur |
| 2                  | Ablon, Équemauville      |
| 1                  | Les autres communes      |

### Présidence
| Période      | Période  | Identité       | Étiquette | Qualité           |
| ------------ | -------- | -------------- | --------- | ----------------- |
| janvier 2017 | En cours | Michel Lamarre | DVD       | Maire de Honfleur |

### Compétences

#### Compétences obligatoires
La communauté de communes du Pays de Honfleur-Beuzeville a quatre compétences obligatoires  :
- Aménagement de l’espace pour la conduite d'actions d'intérêts communautaires ;
- Action de développement économique : l'intégralité de la compétence développement économique telle que visée à l’article L.4251-17 du CGCT ;
- Aménagement, entretien et gestion des aires d'accueil des gens du voyage ;
- Collecte et traitement des déchets des ménages et déchets assimilés.

#### Compétences optionnelles
- Protection et mise en valeur de l’environnement ;
- Politique du logement et du cadre de vie ;
- Création ou aménagement et entretien de la voirie d’intérêt communautaire ;
- Action sociale et culturelle d’intérêt communautaire.

#### Compétences supplémentaires
- Activités diverses
- Desserte en haut débit
- Transport
- Communication
- Voirie rurale
- Gymnase communautaire
- Assainissement non collectif

### Régime fiscal et budget
Le régime fiscal de la communauté de communes est la fiscalité professionnelle unique (FPU).